# Kızılcagedik, Germencik
Kızılcagedik là một xã thuộc huyện Germencik, tỉnh Aydın, Thổ Nhĩ Kỳ. Dân số thời điểm năm 2010 là 108 người.